# 百恵復活
『百恵復活』（ももえふっかつ）は、山口百恵のベスト・アルバム。1992年2月21日にソニーミュージックよりリリースされた。

## 解説
- 篠山紀信監修による2枚組ベスト・アルバム。シングルヒット曲22曲に、アルバム曲を8曲プラスした全30曲収録。
- CDの他に、カセットとMDでも発売された。CDには篠山紀信撮影のフォトブックレット付き。

## 収録曲

### Disc-1
1. 青い果実
2. 禁じられた遊び
3. ひと夏の経験
4. 冬の色
5. 夏ひらく青春
6. 横須賀ストーリー
7. パールカラーにゆれて
8. 夢先案内人
9. I CAME FROM 横須賀
10. 歌い継がれてゆく歌のように
11. イミテイション・ゴールド
12. 秋桜
13. 乙女座 宮
14. プレイバックPart2
15. 絶体絶命

### Disc-2
1. いい日旅立ち
2. 曼珠沙華
3. 美・サイレント
4. 愛の嵐
5. CRY FOR ME
6. しなやかに歌って
7. 愛染橋
8. 謝肉祭
9. ロックンロール・ウィドウ
10. E=MC2
11. さよならの向う側
12. 不死鳥伝説
13. This is my trial -私の試練-
14. あなたへの子守唄
15. 一恵